# Andowiak boliwijski
Andowiak boliwijski (Thomasomys ladewi) – gatunek ssaka z podrodziny bawełniaków (Sigmodontinae) w obrębie rodziny chomikowatych (Cricetidae).

## Zasięg występowania
Zasięg występowania andowiaka boliwijskiego jest ograniczony do obszaru w departamencie La Paz, w północno-zachodnia Boliwii.

## Taksonomia
Gatunek po raz pierwszy zgodnie z zasadami nazewnictwa binominalnego opisał w 1926 roku amerykański teriolog i paleontolog Harold Elmer Anthony nadając mu nazwę Thomasomys ladewi. Holotyp pochodził znad rzeki Aceramarca, na wysokości 10 800 ft (3292 m), na północny wschód od La Paz, w Boliwii. 
Autorzy Illustrated Checklist of the Mammals of the World uznają ten takson za gatunek monotypowy.

### Etymologia
- Thomasomys: Oldfield Thomas (1858–1929), brytyjski zoolog, teriolog; gr. μυς mus, μυος muos „mysz”[7].
- ladewi: Harvey Smith Ladew (1887–1976), amerykański ogrodnik samouk (topiary), entuzjasta polowań na lisy[8].

## Morfologia
Długość ciała (bez ogona) 120–138 mm, długość ogona 158 mm, długość ucha 20–23 mm, długość tylnej stopy 28–33 mm; masa ciała 42–64 g. 

## Ekologia
Zamieszkuje paramo i lasy górskie. Zajmuje wysokości 2610–3300 m n.p.m. Żyje na ziemi.

## Populacja
Gatunek lokalnie powszechny.

## Zagrożenia
Główne zagrożenia to wylesianie, fragmentacja siedliska, i rolnictwo.